# 马龙麟
马龙麟（1918年—1999年6月9日）圣名玛弟亚，江苏省上海县（今上海市）人。天主教苏州教区自选自圣主教。

## 生平
早年在上海徐汇中学学习。民国24年（1935年）进上海徐汇修院修道。民国34年（1945年）毕业后，进入上海震旦大学土木工程系学习，1950年毕业，立志修道。1951年被祝圣为神甫，在天主教苏州教区工作。先后在常熟颜港天主堂、大义天主堂，太仓张泾天主堂，昆山陆家洪天主堂任神甫。文化大革命期间，回到原籍务农。
中共十一届三中全会后，返回天主教苏州教区。1981年7月7日，教区神父们自选马龙麟神父任天主教苏州教区主教，并于同年7月24日在北京南堂由宗怀德主教主礼祝圣为苏州教区主教。1981年9日15日，苏州教区举行马龙麟主教就职典礼，马龙麟主教在杨家桥圣母七苦堂主持了五六品大礼弥撒。马龙麟历任江苏省天主教爱国会副主任，江苏省天主教教务委员会副主任，苏州市天主教爱国会主任，中国人民政治协商会议江苏省委员会第6、7届委员。
苏州教区在马龙麟主教带领下，坚持中国天主教会的办教方针和道路，坚持独立自主自办原则。马龙麟主教复出领导苏州教区后，1984年在杨家桥天主堂开办修女院，培训教区修女，苏州教区也成为当时中国内地较早开办修女院的教区。马龙麟主教对恢复和发展苏州教区的天主教事业发挥了重要作用。
1988年，上海佘山修院董事会作出决议：华东六省一市的天主教修生，其文学班阶段的学习由各个省市自己培养。修生在修毕文学班课程后，可以报考佘山修院继续学习哲学、神学。经南京教区、苏州教区、南通教区、徐州教区和江苏省天主教爱国会、江苏省天主教教务委员会决定，在苏州杨家桥天主堂开办中国天主教佘山修院江苏分院（起初称文学班）。1989年9月开办，院长为马龙麟主教，副院长为钱俊元神甫，教务主任为桑宝华。由主教、神甫及获聘的苏州教育学院的教师授课。第1届修生14名，学制2年。第2届1991年9月开学，修生14名，学制3年。1991年秋，翻建教学楼及住宅用综合楼，面积约550平方米，1992年完工。
1999年6月9日，马龙麟逝世。